# Tomas Press
Tomas "Tom" Press – amerykański zapaśnik walczący w stylu klasycznym. Odpadł w eliminacjach mistrzostw świata w 1982. Czwarty na Uniwesjadzie w 1981. Siódmy w Pucharze Świata w 1982 roku.
Zawodnik Uniwersytetu Minnesoty, trener